# Alejandro Darío Gómez
Alejandro Darío Gómez (Buenos Aires, 15 de febrero de 1988), conocido deportivamente como Papu Gómez, es un futbolista argentino que juega en la posición de extremo izquierdo. Actualmente juega en el Calcio Padova de la Serie B de Italia.
Su primer club en Europa fue el Calcio Catania, y en 2013 fichó por el Metalist Járkov de Ucrania, donde solo jugó por una temporada. Regresó a Italia en 2014 para jugar por el Atalanta, y en enero de 2021 ficha por el Sevilla de España. El 1 de septiembre de 2023, el Sevilla decide rescindir el contrato del jugador que pasaría a estar como agente libre. En la Serie A 2019-20, registró un récord de 16 asistencias en una sola temporada.
Nacido en Argentina, Gómez además posee la ciudadanía italiana. Debutó por la selección de Argentina en 2017 por un encuentro amistoso contra Singapur, en ese encuentro también anotó su primer gol por el seleccionado.

## Trayectoria

### Arsenal de Sarandí
Alejandro Gómez comenzó su carrera jugando con el equipo juvenil de Arsenal de Sarandí, debutando para el equipo en 2003. Dos años más tarde, fue oficialmente llamado al primer equipo, donde fue regular hasta el Torneo Apertura 2006, en el que marcó 2 goles en 15 apariciones, mientras que Arsenal terminó la temporada en el quinto lugar.
El 30 de noviembre de 2007, Gómez anotó los 2 goles más importantes hasta ese punto de su carrera en la primera etapa de la Copa Sudamericana contra el América de la Liga MX de México, dándole a Arsenal una valiosa ventaja de 3-2. Arsenal perdió el partido de vuelta, el 5 de diciembre, por 2-1, pero igualmente ganó su primer campeonato debido a haber convertido mayor cantidad de goles de visitante.

### Club San Lorenzo de Almagro
En 2009 firmó por el club San Lorenzo de Almagro a cambio de $2 millones. Solo jugó un año y medio en San Lorenzo, su rendimiento en el club llamó la atención de los clubes europeos, Papu afirma lo siguiente sobre su paso por San Lorenzo: "Me ayudó a crecer".

### Calcio Catania
En 2010 firmó por el club Catania, donde jugaría por tres años, hasta 2013, marcando 18 goles en 111 partidos. Jugador querido en el club, en 2017 se pintó su imagen en las afueras del estadio, junto a Gonzalo Bergessio y Mariano Izco, en forma de homenaje.

### Futbol Club Metalist Járkov
El propio Gómez solicitó su traslado al F. C. Metalist Járkov de la Premier League de Ucrania, citando el compromiso del club con el crecimiento y la oportunidad de jugar en la próxima UEFA Champions League como sus razones. Un contrato de cuatro años, con una cláusula de liberación de 12 millones de euros es firmado el 2 de agosto de 2013. Las cosas no van bien desde el principio. La UEFA defiende la prohibición de Metalist a disputar la Liga de Campeones dos semanas más tarde, debido a arreglo de partidos en 2008. En el receso invernal de diciembre, debido a problemas en su adaptación a la liga y al país, decide marcharse. Por lo tanto, pide una transferencia de vuelta a la Serie A lo más pronto posible, preferentemente a la Fiorentina e incluso reduciendo su salario. Esta solicitud se queda vacante y finalmente juega en 23 partidos, anotando 3 goles y estableciendo otros 4, ayudando al Metalist a terminar tercero. Gómez se niega a regresar a Ucrania la temporada siguiente debido al clima político volátil y violento que surgió durante su tiempo allí. Muchos jugadores, especialmente los extranjeros, también salen de la Liga por esta misma razón, incluyendo tres de los compañeros de equipo de Gómez y seis del campeón Shakhtar Donetsk.

### Atalanta Bergamasca Calcio

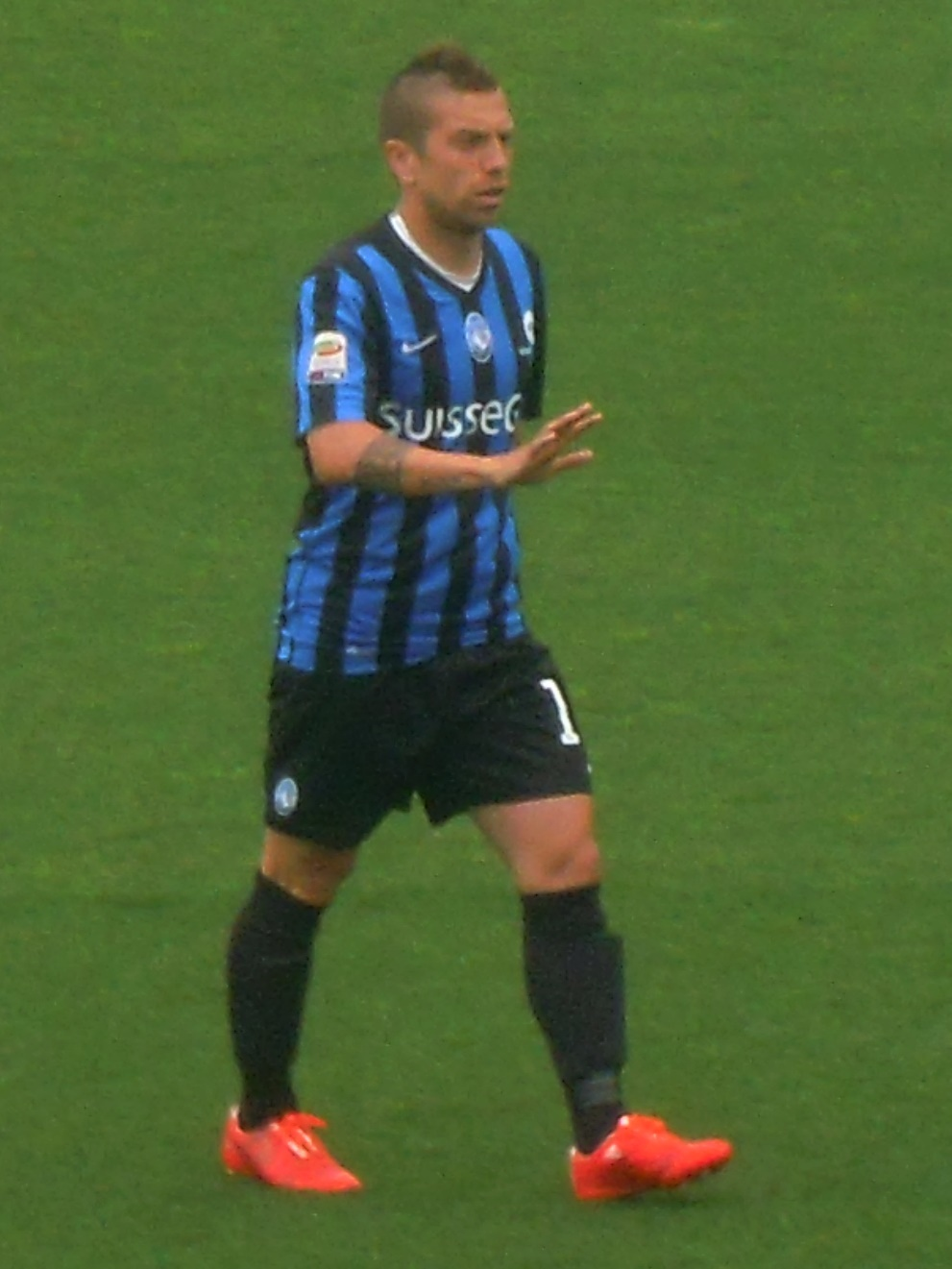
Con el Atalanta en 2014

Fue adquirido el 1 de septiembre de 2014 por el Atalanta Calcio firmando un contrato de 3 años. Tuvo una temporada decente, con 6 goles y 2 asistencias en 20 apariciones para un equipo que luchó y evitó por poco el descenso, un punto por delante del Cagliari, que descendió. En la temporada siguiente, el Papu lidera su club tanto en goles como asistencias, con 7 y 6 respectivamente, mientras reavivaba la forma que había mostrado en su última temporada en Catania,y a pesar de la continua falta de apoyo de ataque, dirigió al Atalanta a un final respetable, en 12.º lugar. Sus actuaciones estimularon el interés de varios grandes clubes que empujaron al conjunto de Bergamo a extender su contrato hasta junio de 2020 el 4 de febrero de 2016.
En la temporada 2016-17 se produjo su explosión futbolística, con 12 goles y 6 asistencias hacia marzo de 2017, lo cual llamó el interés de Gian Piero Ventura, entrenador de la selección italiana. Sin embargo, la FIFA le negó la posibilidad de vestir la azzurra a partir del artículo 8 que estipula que "un jugador puede optar por un cambio de Selección si al momento de la primera convocatoria para su país de origen, ya contaba con la doble nacionalidad". Gómez ya había representado a la selección argentina en el Mundial sub-20 de 2007 en Canadá, cuando todavía no tenía la doble nacionalidad.
El 11 de julio de 2020 jugó su encuentro número 300 de Serie A (194 por Atalanta y 106 en Catania). Su temporada de 2019-20 en el club fue la consolidación del jugador en el club. Además de ser el capitán, el equipo jugó los cuartos de final de la Liga de Campeones por primera vez en su historia. Su equipo quedó en el tercer lugar de la clasificación, y Gómez fue elegido como uno de los mejores centrocampista de la Serie A.
Finalmente en la temporada 2020/21 problemas con el entrenador le hacen abandonar el club en el mercado de invierno.

### Sevilla Fútbol Club
El 26 de enero de 2021 fichó por el Sevilla F. C. hasta 2024 por una cantidad de entre 5,5 y 8 millones de euros, dependiendo de las cantidades en variables que pactaron. Debutó con la camiseta blanquirroja en un partido de Copa del Rey contra la U. D. Almería. Esa misma semana marcaba su primer gol en un partido correspondiente a la competición liguera.

### A.C. Monza
En septiembre de 2023 ficha como agente libre por la A.C. Monza de la Serie A italiana.A pesar de haber jugado solo dos partidos, el jugador argentino recibió una sanción de dos años por dopaje en noviembre de 2022, cuando todavía permanecía en el Sevilla.

### Sanción de dopaje
El 20 de octubre de 2023, el Papu Gómez recibió una sanción de dos años por dopaje. El jugador hizo un control en noviembre de 2022 durante un entrenamiento con el Sevilla antes del Mundial de Catar y dio positivo.

## Selección nacional

### Juvenil
Disputó el Campeonato Sudamericano de Fútbol Sub-17 de 2005, donde marcó un gol. En 2007, Gómez fue elegido para representar al equipo sub-20 de Argentina en el Campeonato Sudamericano disputado en Paraguay. Ese mismo año formó parte del equipo argentino que ganó la Copa Mundial Sub-20 en Canadá.

### Mayor
En mayo de 2017 fue citado por el nuevo director técnico de la selección mayor de Argentina, Jorge Sampaoli, para disputar dos partidos amistosos en junio, uno contra Brasil y otro contra Singapur. En el primer amistoso no contó con minutos en cancha; sin embargo, en el segundo encuentro fue partícipe de la victoria albiceleste anotando un gol, el primero en la selección argentina. También disputó las últimas fechas de las eliminatorias para el Mundial de Rusia 2018. En 2021 fue citado por Lionel Scaloni para disputar la Copa América 2021 desarrollada en Brasil donde se consagró campeón. El DT volvió a confiar en él al año siguiente, incluyéndolo en la lista de los 26 jugadores citados para Catar 2022.

### Participaciones en Copas del Mundo
| Mundial      | Sede  | Resultado | Partidos | Goles |
| ------------ | ----- | --------- | -------- | ----- |
| Mundial 2022 | Catar | Campeón   | 2        | 0     |

### Participaciones en Copas América
| Torneo            | Sede   | Resultado | Partidos | Goles |
| ----------------- | ------ | --------- | -------- | ----- |
| Copa América 2021 | Brasil | Campeón   | 2        | 2     |

### Goles internacionales
| # | Fecha               | Lugar                                           | Rival    | Gol   | Resultado | Competición       |
| - | ------------------- | ----------------------------------------------- | -------- | ----- | --------- | ----------------- |
| 1 | 13 de junio de 2017 | Estadio Nacional de Singapur, Kallang, Singapur | Singapur | 3 - 0 | 6 - 0     | Partido amistoso  |
| 2 | 21 de junio de 2021 | Estadio Mané Garrincha, Brasilia, Brasil        | Paraguay | 1 - 0 | 1 - 0     | Copa América 2021 |
| 3 | 28 de junio de 2021 | Arena Pantanal, Cuiabá, Brasil                  | Bolivia  | 1 - 0 | 4 - 1     | Copa América 2021 |

## Estadísticas

### Clubes
Actualizado al último partido disputado el 8 de octubre de 2023.
| Club                            | Div.          | Temporada     | Liga  | Liga  | Liga   | Copas nacionales | Copas nacionales | Copas nacionales | Copas internacionales | Copas internacionales | Copas internacionales | Total | Total | Total  |
| Club                            | Div.          | Temporada     | Part. | Goles | Asist. | Part.            | Goles            | Asist.           | Part.                 | Goles                 | Asist.                | Part. | Goles | Asist. |
| ------------------------------- | ------------- | ------------- | ----- | ----- | ------ | ---------------- | ---------------- | ---------------- | --------------------- | --------------------- | --------------------- | ----- | ----- | ------ |
| Arsenal de Sarandí Argentina    | 1.ª           | 2005-06       | 19    | 2     | 0      | —                | —                | —                | —                     | —                     | —                     | 19    | 2     | 0      |
| Arsenal de Sarandí Argentina    | 1.ª           | 2006-07       | 22    | 1     | 0      | —                | —                | —                | 6                     | 2                     | 1                     | 28    | 3     | 1      |
| Arsenal de Sarandí Argentina    | 1.ª           | 2007-08       | 34    | 2     | 1      | —                | —                | —                | 14                    | 1                     | 1                     | 48    | 3     | 2      |
| Arsenal de Sarandí Argentina    | 1.ª           | 2008-09       | 18    | 8     | 5      | —                | —                | —                | —                     | —                     | —                     | 18    | 8     | 5      |
| Arsenal de Sarandí Argentina    | Total club    | Total club    | 93    | 13    | 6      | 0                | 0                | 0                | 20                    | 3                     | 2                     | 113   | 16    | 8      |
| San Lorenzo Argentina           | 1.ª           | 2008-09       | 16    | 1     | 0      | —                | —                | —                | 10                    | 2                     | 0                     | 26    | 3     | 0      |
| San Lorenzo Argentina           | 1.ª           | 2009-10       | 32    | 7     | 5      | —                | —                | —                | —                     | —                     | —                     | 32    | 7     | 5      |
| San Lorenzo Argentina           | Total club    | Total club    | 48    | 8     | 5      | 0                | 0                | 0                | 10                    | 2                     | 0                     | 58    | 10    | 5      |
| Calcio Catania · Italia         | 1.ª           | 2010-11       | 36    | 4     | 5      | 1                | 0                | 0                | —                     | —                     | —                     | 37    | 4     | 5      |
| Calcio Catania · Italia         | 1.ª           | 2011-12       | 34    | 4     | 5      | 1                | 1                | 0                | —                     | —                     | —                     | 35    | 5     | 5      |
| Calcio Catania · Italia         | 1.ª           | 2012-13       | 36    | 8     | 7      | 3                | 2                | 0                | —                     | —                     | —                     | 39    | 10    | 7      |
| Calcio Catania · Italia         | Total club    | Total club    | 106   | 16    | 17     | 5                | 2                | 0                | 0                     | 0                     | 0                     | 111   | 18    | 17     |
| F. C. Metalist Járkov · Ucrania | 1.ª           | 2013-14       | 23    | 3     | 6      | 1                | 1                | 0                | —                     | —                     | —                     | 24    | 4     | 6      |
| F. C. Metalist Járkov · Ucrania | Total club    | Total club    | 23    | 3     | 6      | 1                | 1                | 0                | 0                     | 0                     | 0                     | 24    | 4     | 6      |
| Atalanta B. C. · Italia         | 1.ª           | 2014-15       | 24    | 3     | 3      | 1                | 0                | 1                | —                     | —                     | —                     | 25    | 3     | 4      |
| Atalanta B. C. · Italia         | 1.ª           | 2015-16       | 34    | 7     | 10     | 2                | 0                | 0                | —                     | —                     | —                     | 36    | 7     | 10     |
| Atalanta B. C. · Italia         | 1.ª           | 2016-17       | 37    | 16    | 12     | 2                | 0                | 0                | —                     | —                     | —                     | 39    | 16    | 12     |
| Atalanta B. C. · Italia         | 1.ª           | 2017-18       | 33    | 6     | 9      | 4                | 1                | 0                | 7                     | 2                     | 2                     | 44    | 9     | 11     |
| Atalanta B. C. · Italia         | 1.ª           | 2018-19       | 35    | 7     | 11     | 5                | 2                | 1                | 6                     | 2                     | 1                     | 46    | 11    | 13     |
| Atalanta B. C. · Italia         | 1.ª           | 2019-20       | 36    | 7     | 16     | 1                | 0                | 0                | 9                     | 1                     | 2                     | 46    | 8     | 18     |
| Atalanta B. C. · Italia         | 1.ª           | 2020-21       | 10    | 4     | 2      | 0                | 0                | 0                | 6                     | 1                     | 2                     | 16    | 5     | 4      |
| Atalanta B. C. · Italia         | Total club    | Total club    | 209   | 50    | 63     | 15               | 3                | 2                | 28                    | 6                     | 7                     | 252   | 59    | 72     |
| Sevilla F. C. · España          | 1.ª           | 2020-21       | 18    | 3     | 1      | 3                | 0                | 0                | 2                     | 0                     | 0                     | 23    | 3     | 1      |
| Sevilla F. C. · España          | 1.ª           | 2021-22       | 29    | 5     | 1      | 4                | 1                | 0                | 7                     | 0                     | 2                     | 40    | 6     | 3      |
| Sevilla F. C. · España          | 1.ª           | 2022-23       | 19    | 1     | 1      | 0                | 0                | 0                | 8                     | 0                     | 1                     | 27    | 1     | 2      |
| Sevilla F. C. · España          | Total club    | Total club    | 66    | 9     | 3      | 7                | 1                | 0                | 17                    | 0                     | 3                     | 90    | 10    | 6      |
| A. C. Monza · Italia            | 1.ª           | 2023-24       | 2     | 0     | 0      | 0                | 0                | 0                | ―                     | ―                     | ―                     | 2     | 0     | 0      |
| A. C. Monza · Italia            | Total club    | Total club    | 2     | 0     | 0      | 0                | 0                | 0                | 0                     | 0                     | 0                     | 2     | 0     | 0      |
| Total carrera                   | Total carrera | Total carrera | 547   | 99    | 100    | 28               | 7                | 2                | 75                    | 11                    | 12                    | 649   | 117   | 114    |

## Palmarés

### Campeonatos internacionales
| Título                          | Equipo                        | Sede       | Año     |
| ------------------------------- | ----------------------------- | ---------- | ------- |
| Copa Mundial Sub-20             | Selección de Argentina Sub-20 | Canadá     | 2007    |
| Copa Sudamericana               | Arsenal de Sarandí            | Avellaneda | 2007    |
| Copa Suruga Bank                | Arsenal de Sarandí            | Osaka      | 2008    |
| Copa América                    | Selección de Argentina        | Brasil     | 2021    |
| Copa de Campeones Conmebol-UEFA | Selección de Argentina        | Londres    | 2022    |
| Liga Europa de la UEFA          | Sevilla F. C.                 | Budapest   | 2022-23 |

### Distinciones individuales
| Premio                                | Año     |
| ------------------------------------- | ------- |
| Jugador del mes en la Serie A (junio) | 2020    |
| Mediocampista del año en la Serie A   | 2019-20 |